# Nomi
Nomi (能美市 Nomi-shi?) este un municipiu din Japonia, prefectura Ishikawa.